# Ceratophya
Ceratophya (лат.) — род мух-журчалок из подсемейства Microdontinae (Syrphidae). Центральная и Южная Америка.

## Описание
Мелкие мухи, длина тела 7—9 мм. Основная окраска чёрная или жёлтая. Усики относительно длинные. Лицо в профиль прямое, ветекс плоский. Антенны длиннее расстояния между усиковой ямкой и передним краем рта. Постпронотум с волосками. Брюшко овальное. Глаза самцов разделённые на вершине (дихоптические). Крыловая жилка R2+3 сильно изогнута в базальной части. Некоторые авторы рассматривают таксон Ceratophya в качестве подрода в составе крупного рода Муравьиные журчалки (Microdon).
- C. argentinensis Reemer, 2013[3]
- C. carinifacies (Curran, 1934)
- C. notata Wiedemann, 1824
- C. panamensis (Curran, 1930)
- C. scolopus (Shannon, 1927)[3]